# Plouay
Plouay ist eine französische Gemeinde mit 5.779 Einwohnern (Stand 1. Januar 2022) im Département Morbihan in der Region Bretagne. Sie gehört zum Kanton Guidel im Arrondissement Lorient. Partnergemeinde in Deutschland ist Küps.
Weit über Frankreich hinaus bekannt ist Plouay als Hochburg des Radsports. Seit 1931 findet hier der Grand Prix Ouest France statt, ein Eintagesrennen der UCI ProTour. Darüber hinaus war Plouay Austragungsort der UCI-Straßen-Weltmeisterschaften 2000 sowie Etappenort der Tour de France 1998 und 2002.

## Geographie
Plouay liegt etwa 15 Kilometer nördlich von Lorient. An der westlichen und nordwestlichen Gemeindegrenze verläuft der Fluss Scorff, das Gemeindegebiet wird auch von seinem Zufluss Crano durchquert.
Der Ort hatte bis 1947 einen Bahnhof der Chemins de fer du Morbihan.

## Bevölkerungsentwicklung
| Jahr                       | 1962 | 1968 | 1975 | 1982 | 1990 | 1999 | 2009 | 2019 |
| Einwohner                  | 3964 | 3876 | 4053 | 4368 | 4834 | 4764 | 5274 | 5792 |
| Quellen: Cassini und INSEE |      |      |      |      |      |      |      |      |

## Partnergemeinde
Seit 1993 besteht eine Jumelage mit Küps in Bayern.

## Sehenswürdigkeiten

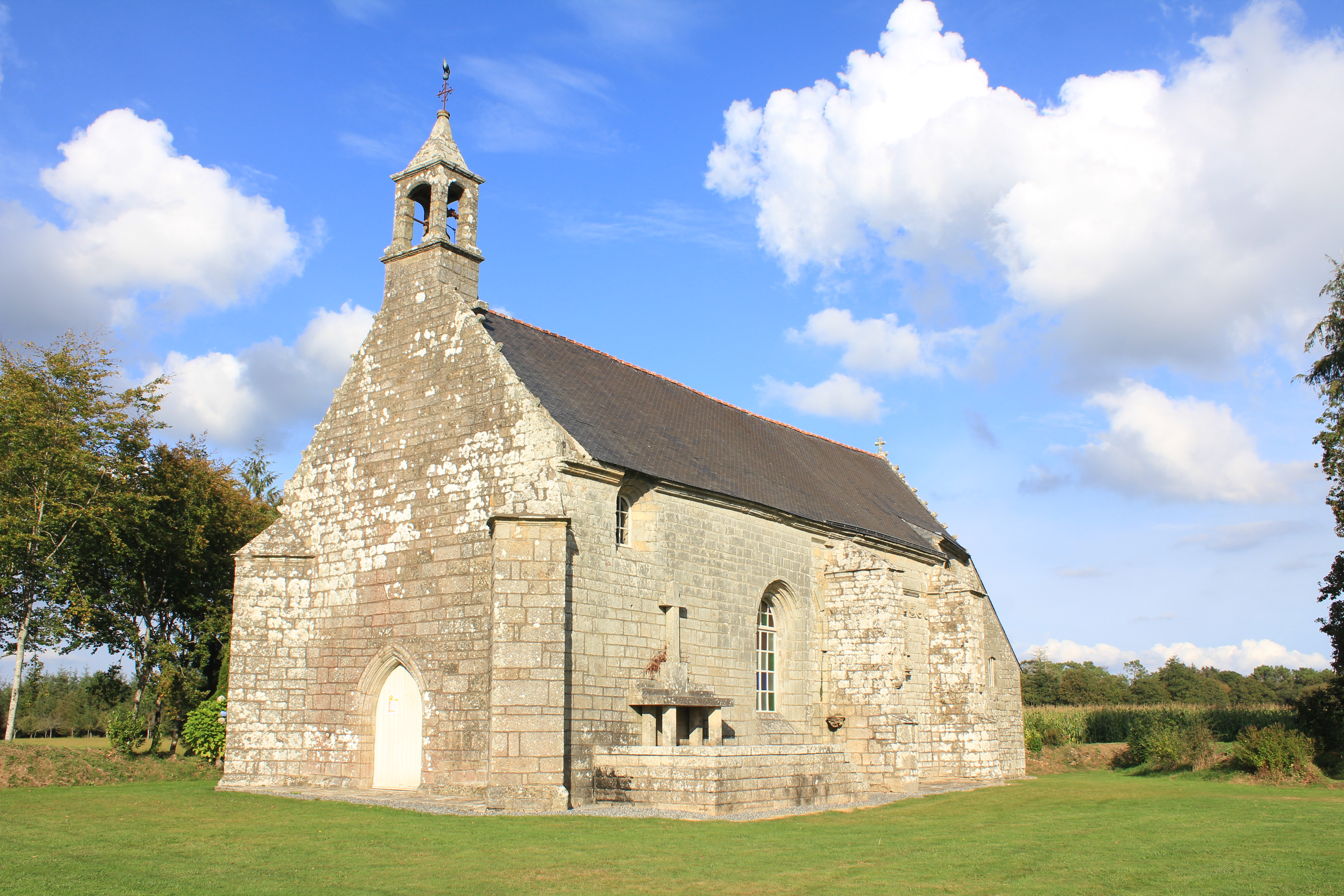
Kapelle Notre-Dame-des-Fleurs
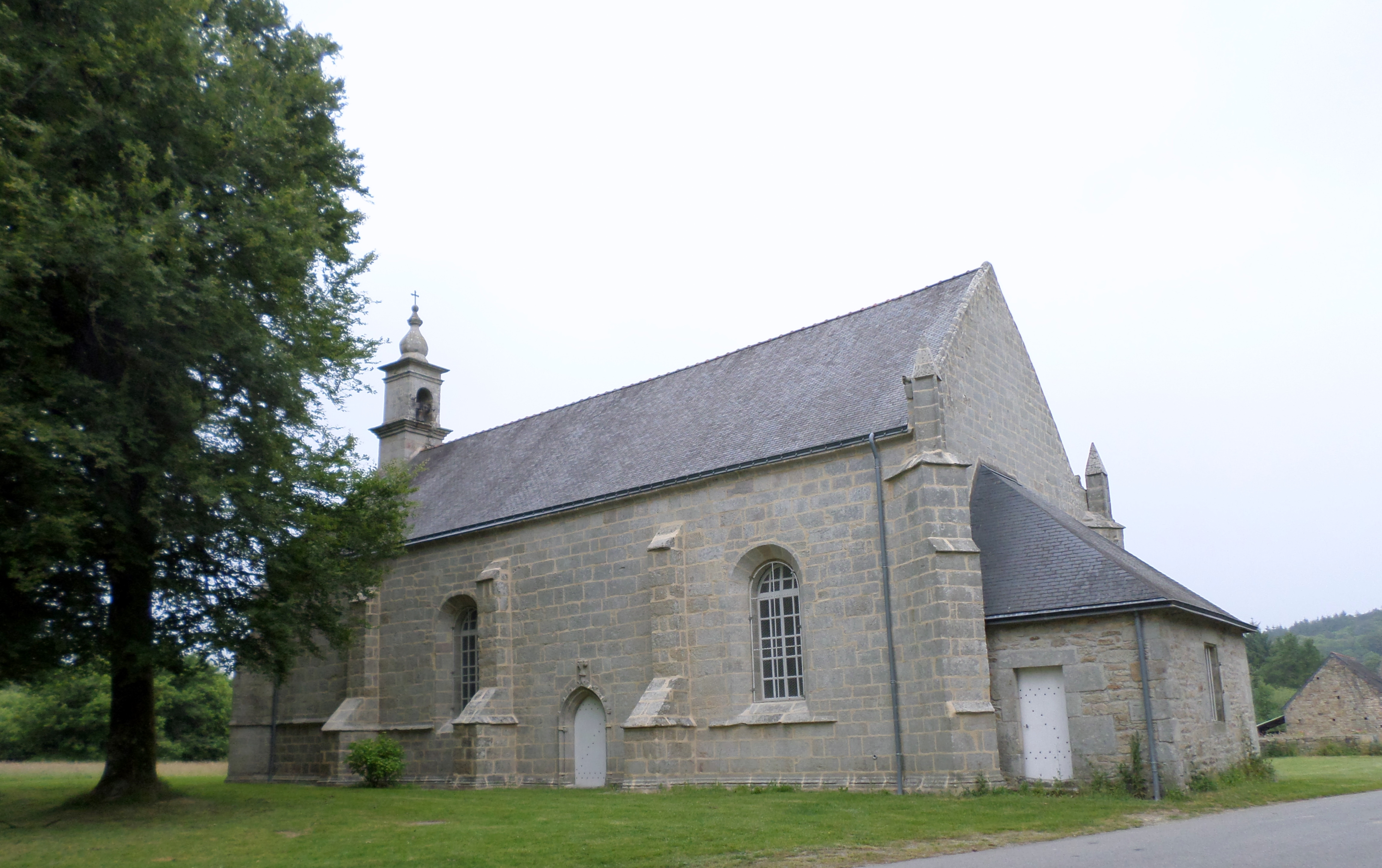
Kapelle Notre-Dame-de-Vrai-Secours
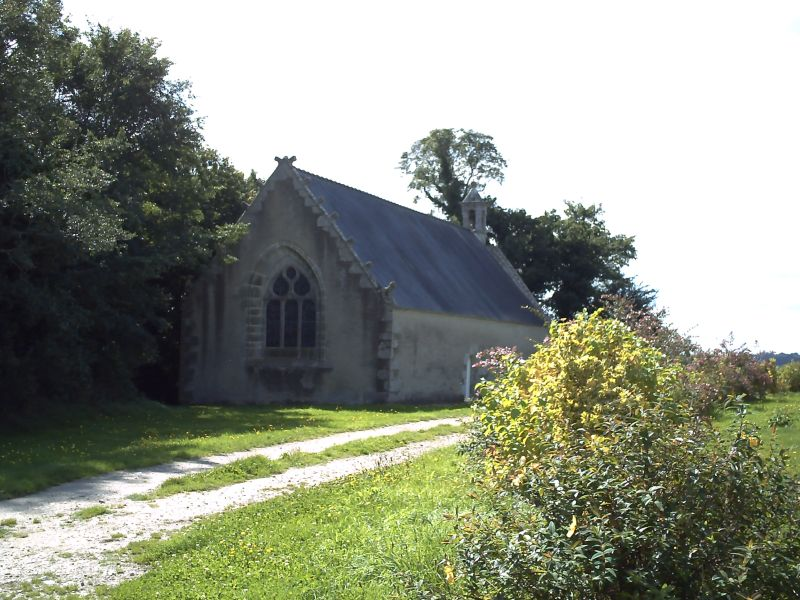
Kapelle Locmaria
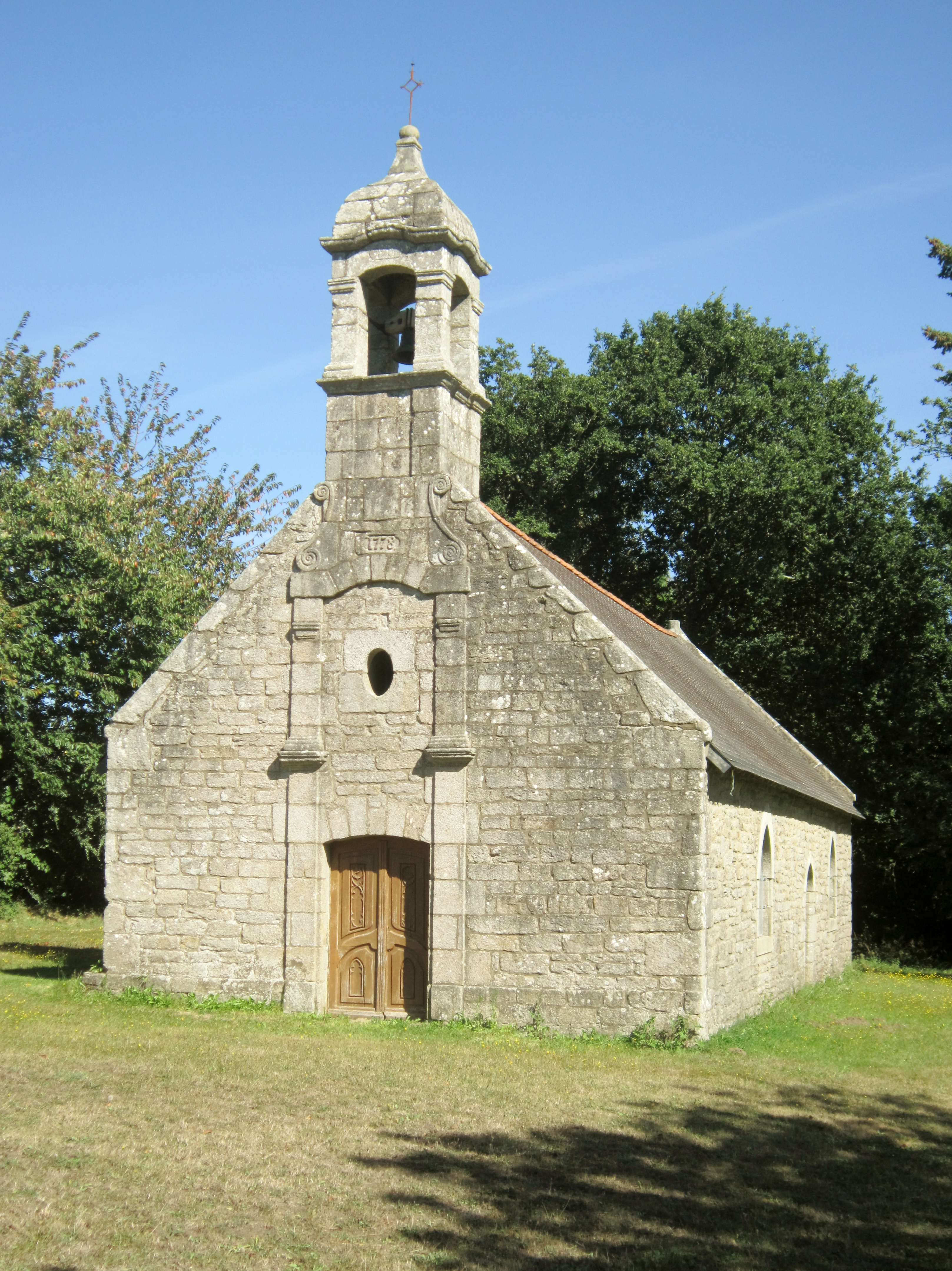
Kapelle Saint-Sébastien
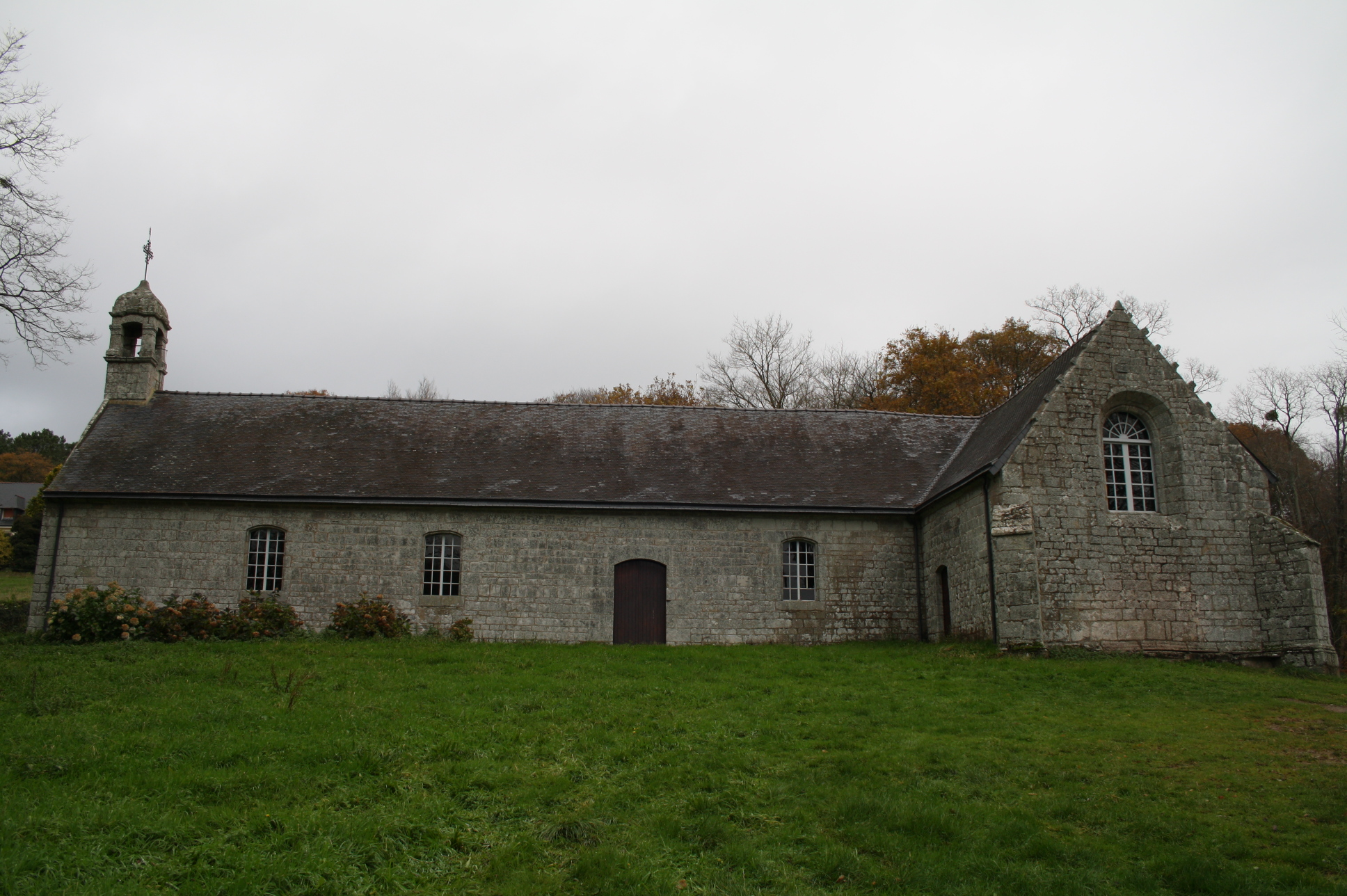
Kapelle Saint-Sauveur im Ortsteil Ty-Narroz
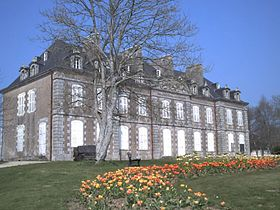
Schloss Ménéhouarn